# Iribarren (khu tự quản)
Iribarren là một khu tự quản thuộc bang Lara, Venezuela. Thủ phủ của khu tự quản Iribarren đóng tại Barquisimeto. Khự tự quản Iribarren có diện tích 2763 km2, dân số theo điều tra dân số ngày 21 tháng 10 năm 2001 là 895989 người.